# 赖瑟莱德
赖瑟莱德（荷蘭語：Ruiselede，荷蘭語發音：[ˈrœy̯səˌleːdə]）是比利时弗拉芒大區西佛兰德省蒂爾特區的一个市镇，东北与东佛兰德省接壤，通行荷蘭語，是弗拉芒社群的一部分，面积30.62平方千米，人口5,387人（2018年1月1日）。